# 第19自動車化狙撃師団 (ロシア陸軍)
第19自動車化狙撃師団（だい19じどうしゃかそげきしだん、ロシア語: 19-я мотострелковая дивизия）は、ロシア陸軍の師団。第58親衛諸兵科連合軍隷下。

## 概要

### ロシア内戦
1922年7月21日、ロシア内戦の影響に伴い、赤軍第19狙撃師団としてロシア・ソビエト連邦社会主義共和国タンボフ州で創設された。
1924年9月からヴォロネジ州で異常発生した農業害虫を駆逐して作物を守った功績により、労働赤旗勲章、名誉称号「ヴォロネジ」を授与された。労働赤旗勲章を受章した初の部隊となった。

### 第二次世界大戦
1942年7月から第二次世界大戦に投入され、枢軸国に勝利し、2等スヴォーロフ勲章、赤旗勲章、名誉称号「シュメン」を授与された。
1945年戦後、北オセチア自治ソビエト社会主義共和国に移駐した。

### 冷戦期
1946年5月、部隊縮小に伴い、第11独立狙撃旅団に改編された。
1949年8月、部隊増強に伴い、第19山岳狙撃師団に改編され、1954年5月に第19狙撃師団に改称された。
1957年5月、機械化に伴い、第92自動車化狙撃師団に改編された。
1964年12月、師団番号返還に伴い、第19自動車化狙撃師団に改称された。

### ロシア陸軍
1992年5月、ソビエト連邦の崩壊とロシアの独立で創設されたロシア陸軍に編入した。
1994年12月から第一次チェチェン紛争、第二次チェチェン紛争に投入された。
2008年8月、南オセチア紛争に投入され、グルジアに勝利した。
2009年2月、第693親衛自動車化狙撃連隊が第4親衛軍事基地に改編され、第58諸兵科連合軍隷下に転属した。
2009年6月、部隊縮小に伴い、第19独立自動車化狙撃旅団に改編された。
2020年12月、部隊増強に伴い、第19自動車化狙撃師団に改編された。

### ロシアのウクライナ侵攻

#### 南部・ザポリージャ戦線
2022年2月24日、ロシアのウクライナ侵攻で戦略予備としてクリミア共和国に配備され、南部ザポリージャ州で攻勢を開始し、ヴァシリウカを占領したが、第429自動車化狙撃連隊のミハイル・オルチコフ副連隊長、ルスラン・ガシヤトゥリン大隊長が戦死してオリヒウ方面で撃退された。

#### 東部・マリウポリ戦線
2022年3月、第429連隊が東部ドネツィク州ヴォルノヴァーハ地区に再配置され、友軍の救援で攻勢を開始し、同月にヴォルノヴァーハを占領した。
2022年4月、激戦地の東部ドネツィク州マリウポリ地区に再配置されて攻勢を開始し、ドネツク人民共和国から進軍してきた友軍と合流してマリウポリを包囲し、5月にマリウポリを占領した。

#### 南部・ヘルソン戦線
2022年7月、第429連隊が南部ヘルソン州ヘルソン地区に再配置されたが、ウクライナ軍の攻勢で11月にドニエプル川西岸を解放されて撤退した。

#### 東部・北ドネツク戦線
2022年9月、第503親衛自動車化狙撃連隊が東部ドネツィク州クラマトルシク地区に再配置され、友軍の救援でリマンを防御してウクライナ軍に包囲され降伏勧告を無視して抗戦し大損害を出したが、ウラジーミル・プーチン大統領がウクライナ4州の併合を発表すると撤退した。

#### 南部・ザポリージャ戦線
2023年6月、第19師団が南部ザポリージャ州ポロヒー地区、第429連隊がヴァシリウカ地区に再配置され、第42親衛自動車化狙撃師団と共にオリヒウ方面を防御し、第47独立機械化旅団、第33独立機械化旅団の攻勢をレオパルト23輌を含む戦車30輌以上の大損害を与え撃退した。第429連隊が第4親衛軍事基地と共にヴァシリウカ方面を防御したが、第128独立山岳強襲旅団の攻勢でロブコベ、ピャティハトキを解放され、デニス・ファデエフ防空大隊長が戦死した。

## ギャラリー

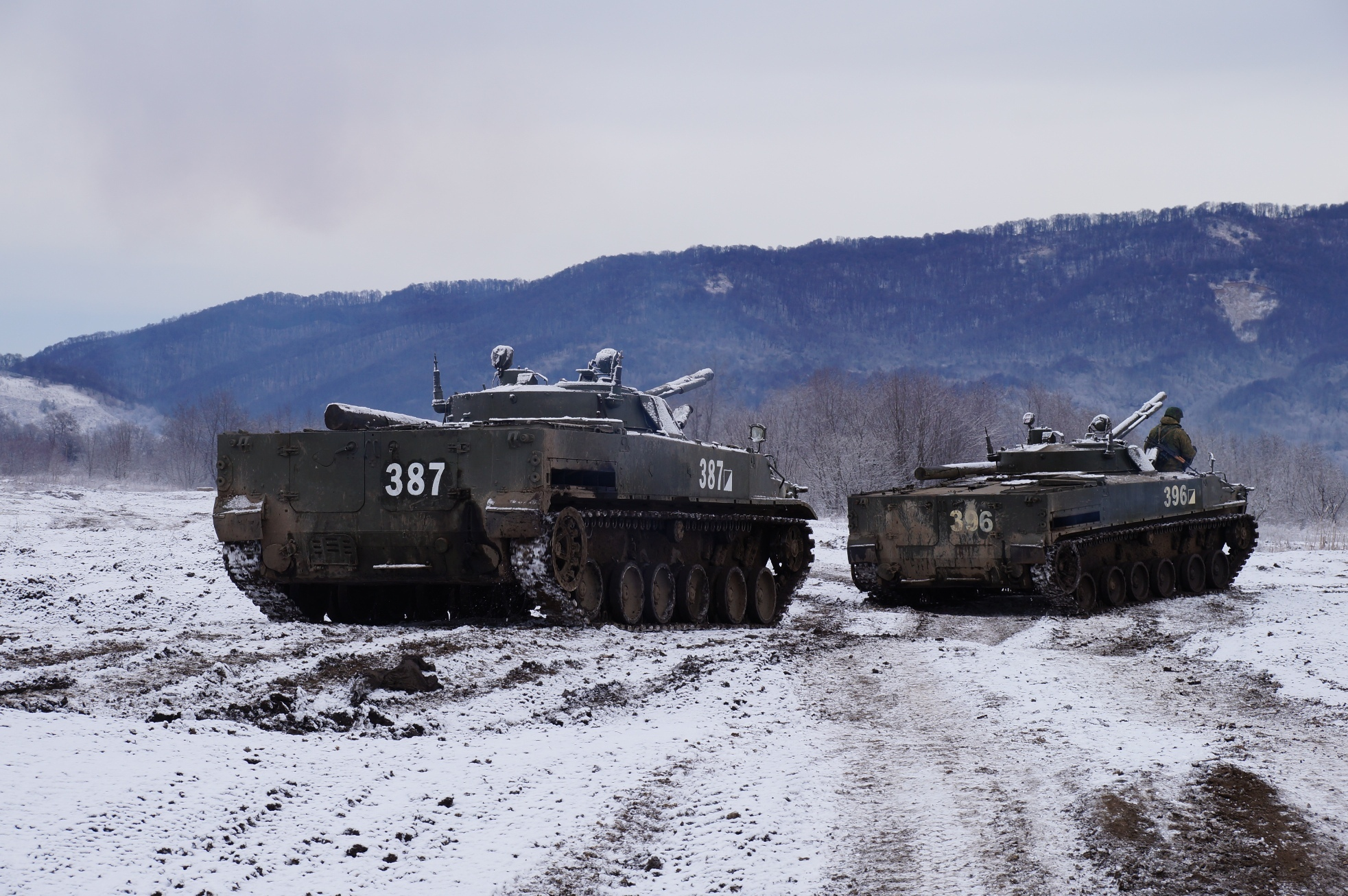
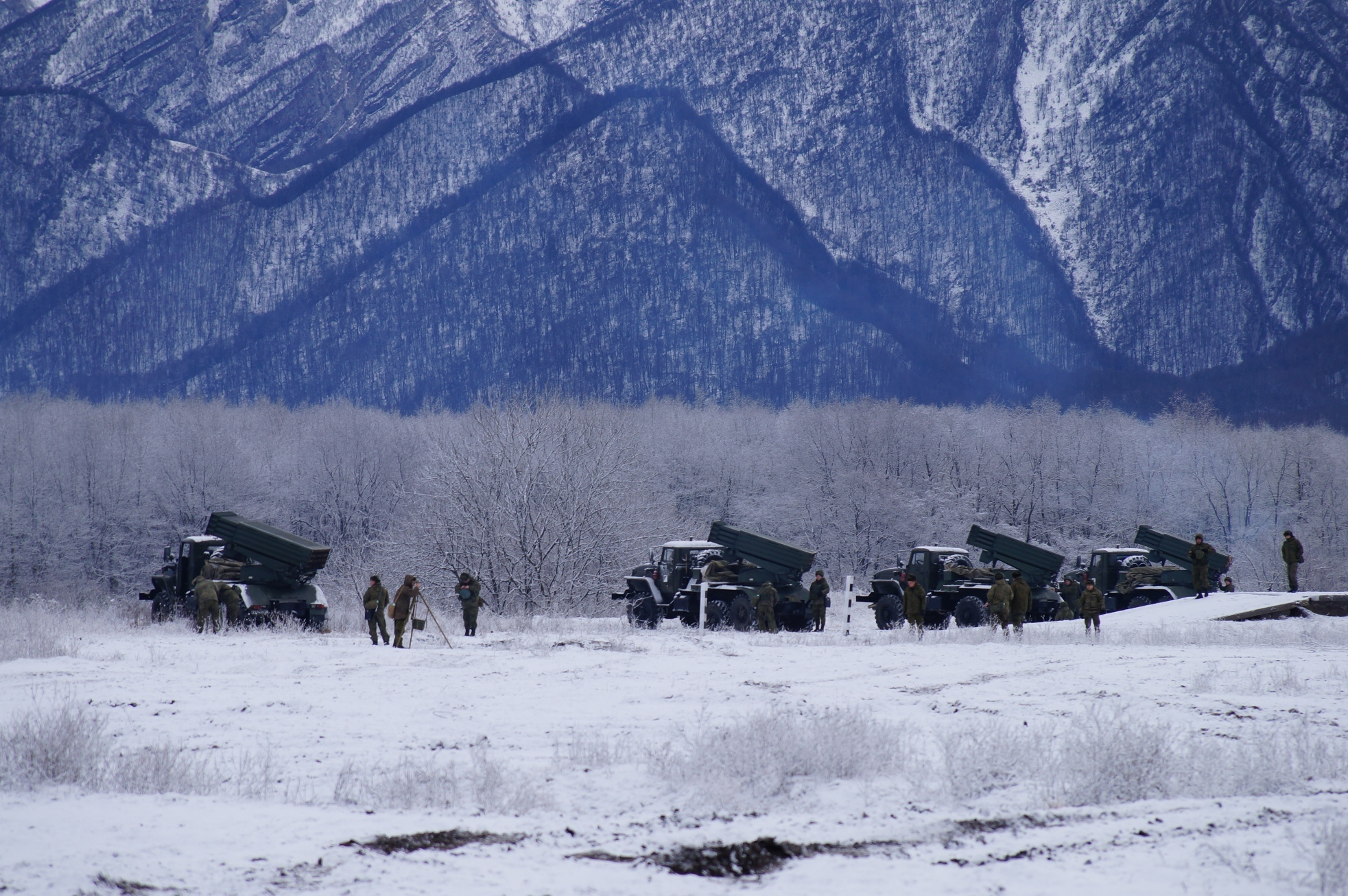
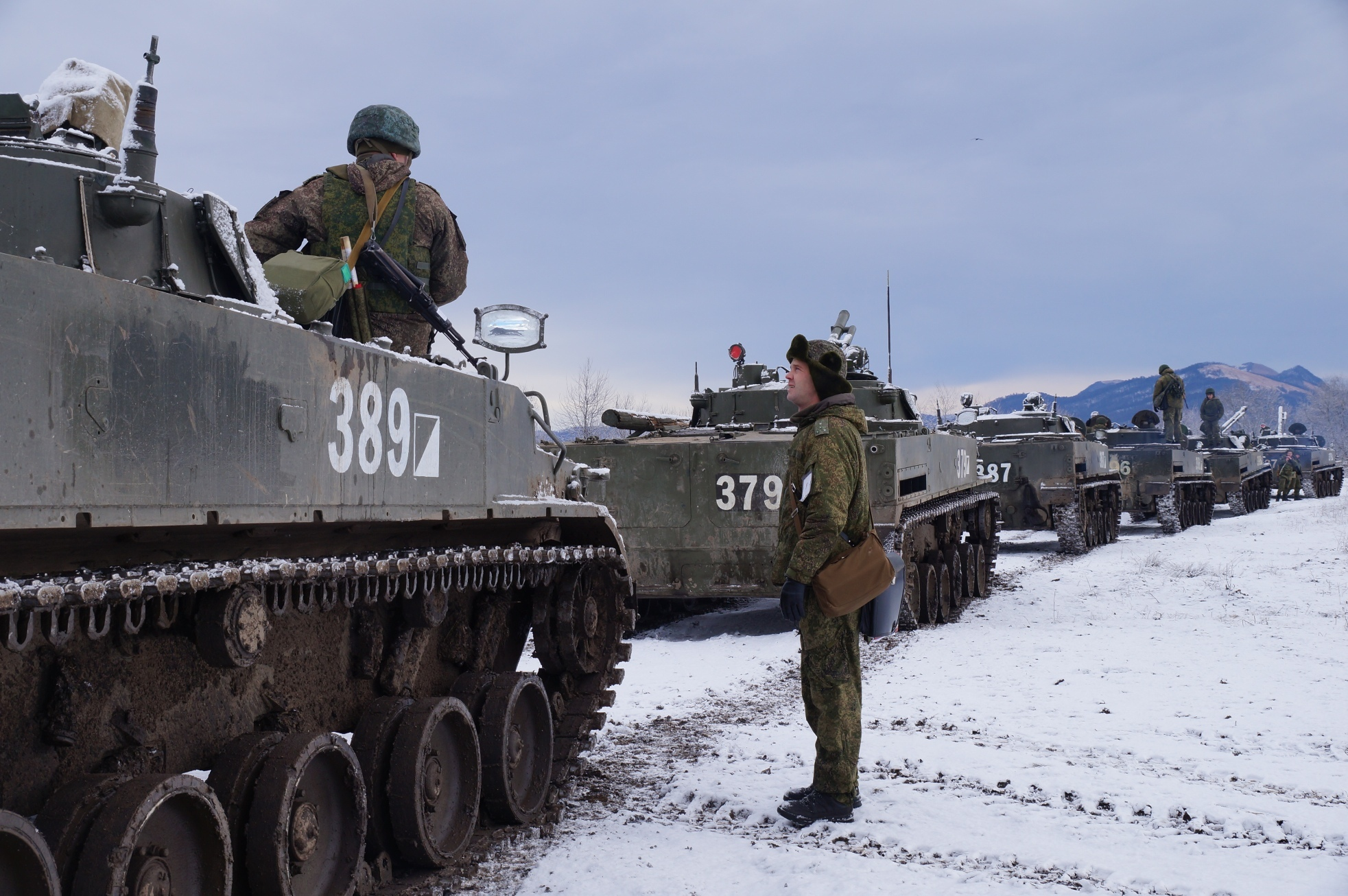
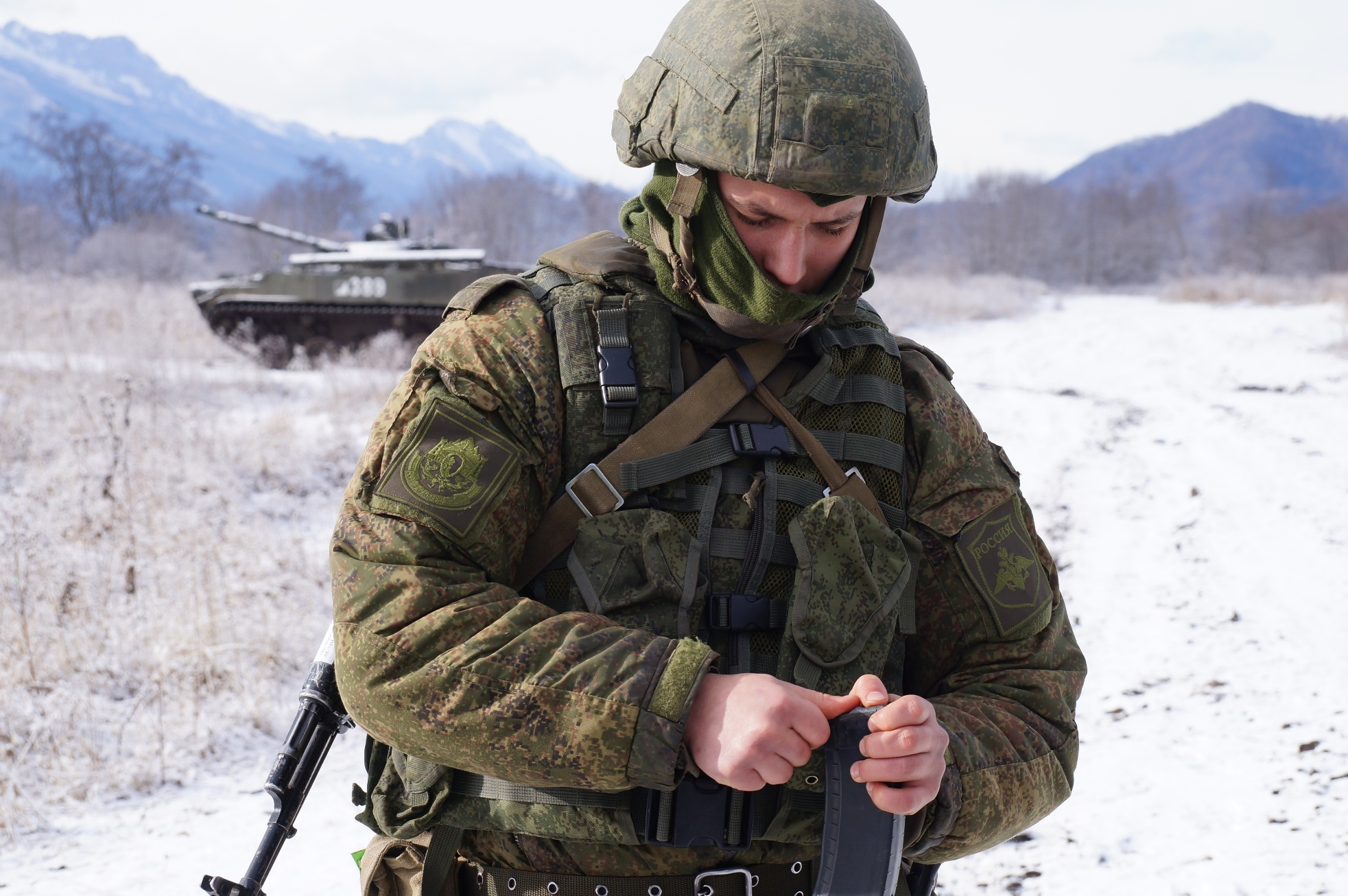

## 編制

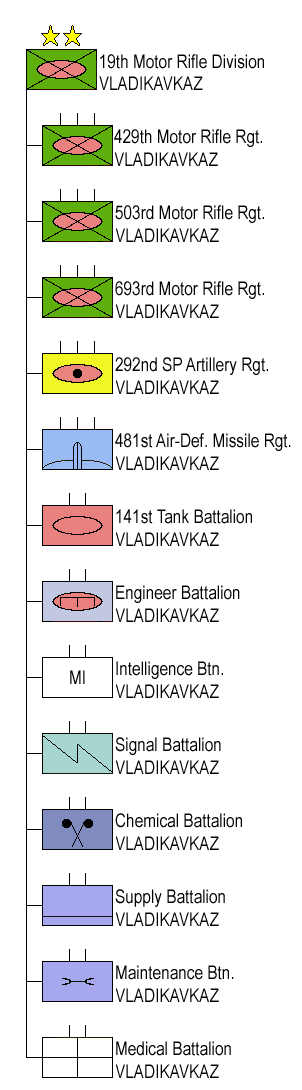
編制図

- 師団司令部（ウラジカフカス）
- 第429自動車化狙撃連隊
- 第503親衛自動車化狙撃連隊
- 第693親衛自動車化狙撃連隊
- 第292自走砲連隊
- 第481高射ミサイル連隊
- 第141独立戦車大隊
- 情報大隊
- 工兵大隊
- 通信大隊
- 整備大隊
- 補給大隊
- 化学防護大隊
- 衛生大隊

## 出身者
- アルカジー・バブチェンコ
- アレクサンドル・ドヴォルニコフ
- マラート・クラフメートフ
- ミハイル・エフレモフ